# بدذات (فیلم ۱۹۵۶)
بدذات (انگلیسی: The Bad Seed) فیلمی هیجانی به کارگردانی مروین لیروی است که در سال ۱۹۵۶ منتشر شد.
این فیلم برنده جایزه گلدن گلوب بهترین بازیگر نقش مکمل زن توسط ایلین هکارت در سال ۱۹۵۶ شده است.

## بازیگران
- نانسی کلی
- پتی مک‌کورمک
- هاردینگ جونز
- ایلین هکارت
- جسی وایت
- فرانک کدی